# 신부인
신부인(愼夫人)은 조선 시대 외명부(外命婦)인 종친처에게 내린 정3품 당상관급 왕실 종친의 아내에게 주던 작위이다. 이 봉작 작위는 내명부 관등 등급상 신인(愼人)의 위, 현부인(縣夫人)의 아래에 해당한다.